# Thuốc chống co giật
Thuốc chống co giật (cũng thường được gọi là thuốc chống động kinh) là một nhóm đa dạng của các chất dược lý được sử dụng trong điều trị co giật  động kinh.  Thuốc chống co giật cũng ngày càng được sử dụng nhiều trong điều trị rối loạn lưỡng cực  và rối loạn nhân cách ranh giới, vì nhiều thuốc này dường như đóng vai trò là chất ổn định tâm trạng và điều trị đau thần kinh.  Thuốc chống co giật ức chế sự bắn quá nhanh của các tế bào thần kinh trong các cơn động kinh.  Thuốc chống co giật cũng ngăn chặn sự lây lan của cơn động kinh trong não.
Thuốc chống động kinh thông thường có thể chặn các kênh natri hoặc tăng cường chức năng amino acid-aminobutyric (GABA).  Một số loại thuốc chống động kinh có nhiều cơ chế tác dụng hoặc không chắc chắn.  Bên cạnh các kênh natri và các thành phần của hệ thống GABA, các mục tiêu của chúng bao gồm các thụ thể GABA A, chất vận chuyển GAT-1 GABA và transaminase GABA.  Các mục tiêu bổ sung bao gồm kênh calci có điện áp, SV2A và α2δ.  Bằng cách ngăn chặn các kênh natri hoặc calci, thuốc chống động kinh làm giảm sự giải phóng glutamate kích thích, mà sự giải phóng được coi là tăng trong bệnh động kinh, nhưng cũng là của GABA.  Đây có lẽ là một tác dụng phụ hoặc thậm chí là cơ chế hoạt động thực sự của một số loại thuốc chống động kinh, vì GABA có thể tự nó, trực tiếp hoặc gián tiếp, hành động một cách tự nhiên.  Một mục tiêu tiềm năng khác của thuốc chống động kinh là alpha thụ thể kích hoạt peroxisome proliferator kích hoạt.  Nhóm thuốc này bán chạy thứ 5 ở Mỹ vào năm 2007 
Một số thuốc chống co giật đã cho thấy tác dụng chống động kinh trong mô hình động kinh của động vật.  Chúng hoặc ngăn chặn sự phát triển của bệnh động kinh hoặc có thể ngăn chặn hoặc đảo ngược sự tiến triển của bệnh động kinh.  Tuy nhiên, không dùng thuốc đã được chứng minh trong thử nghiệm trên người để ngăn chặn epileptogenesis (sự phát triển của chứng động kinh ở một cá nhân có nguy cơ, ví dụ như sau một chấn thương sọ não).